# Tip Toe (Roddy Ricch)
Tip Toe è un singolo del rapper statunitense Roddy Ricch, pubblicato il 25 novembre 2019 come terzo estratto dal primo album in studio Please Excuse Me for Being Antisocial.

## Descrizione
Quindicesima e penultima traccia dell'album, Tip Toe, che appartiene al genere trap, vede la partecipazione del rapper statunitense A Boogie wit da Hoodie.

## Video musicale
Il video musicale, reso disponibile in concomitanza con l'uscita del brano, è stato diretto da Christian Breslauer.

## Tracce
Testi e musiche di Rodrick Moore, Artist Dubose, Beck Norling e Gianni van den Brom.
1. Tip Toe (feat. A Boogie wit da Hoodie) – 3:05

## Formazione
Musicisti
- Roddy Ricch – voce
- A Boogie wit da Hoodie – voce aggiuntiva

Produzione
- Niaggi – produzione
- Pilgrim – produzione
- Nicolas de Porcel – mastering
- Derek "MixedByAli" Ali – missaggio
- Chris Dennis – registrazione
- Curtis "Sircut" Bye – assistenza all'ingegneria del suono
- Cyrus "NOIS" Taghipour – assistenza all'ingegneria del suono
- Zachary Acosta – assistenza all'ingegneria del suono

## Classifiche
| Classifica (2019) | Posizione massima |
| ----------------- | ----------------- |
| Canada            | 71                |
| Stati Uniti       | 76                |